# Ingrid Marie

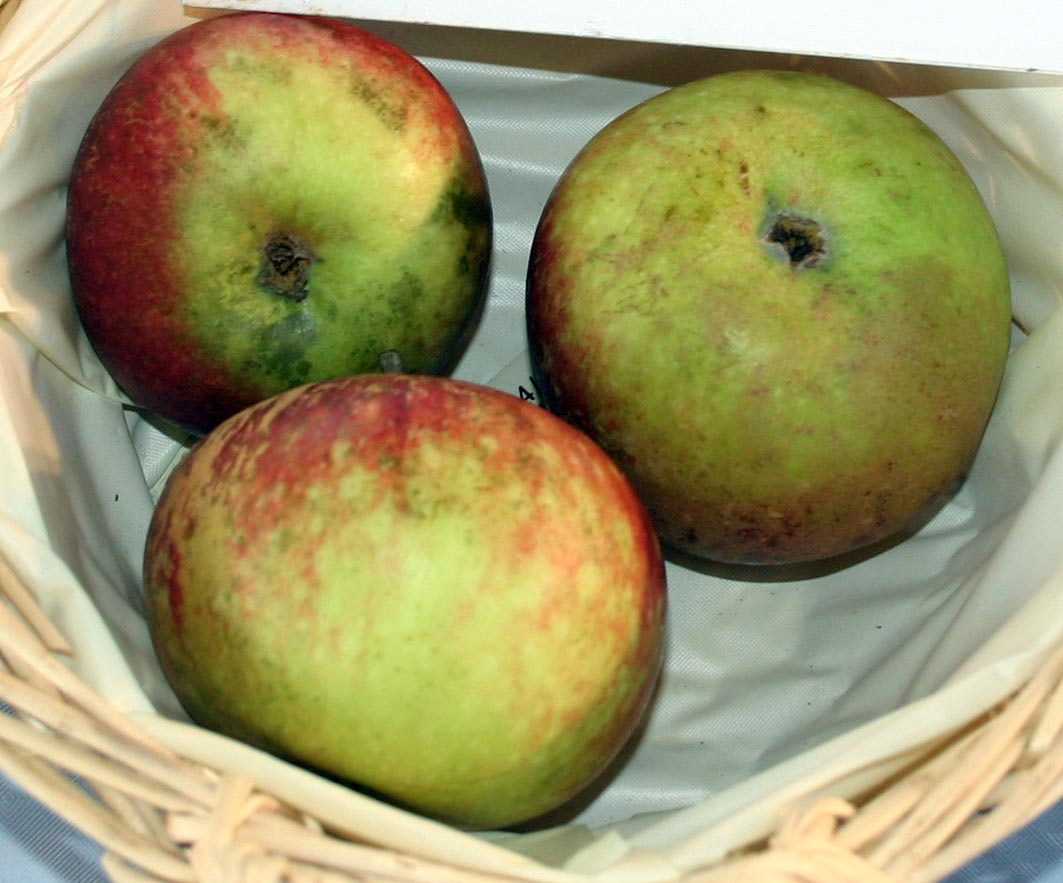
Ingrid Marie

De Ingrid Marie is een  appelras , dat tot de traditionele appelrassen van de twintigste eeuw kan worden gerekend.
De Ingrid Marie is rond 1910 bij toeval ontstaan op de landbouwschool Flemløse op het eiland Funen in Denemarken. Leraar K. Madsen noemde de nieuwe appel naar zijn dochter.
De Cox's Orange Pippin is waarschijnlijk een van de ouders van deze spontane kruising. De Ingrid Marie heeft een stevige roodgespikkelde schil met gele accenten. De roodgele kleur kan ook in het vruchtvlees te zien zijn. Dat wijst op verwantschap met de verschillende renettensoorten (zoals de rode goudreinet). De boom groeit goed in een vochtige, niet te warme omgeving.
De Ingrid Marie heeft een zoetzure smaak en werd snel populair, maar is na de Tweede Wereldoorlog geleidelijk verdrongen door smakelijker en rijker dragende nieuwe rassen. Bij de hobbyteler bleef de appel geliefd.